# René Schickele

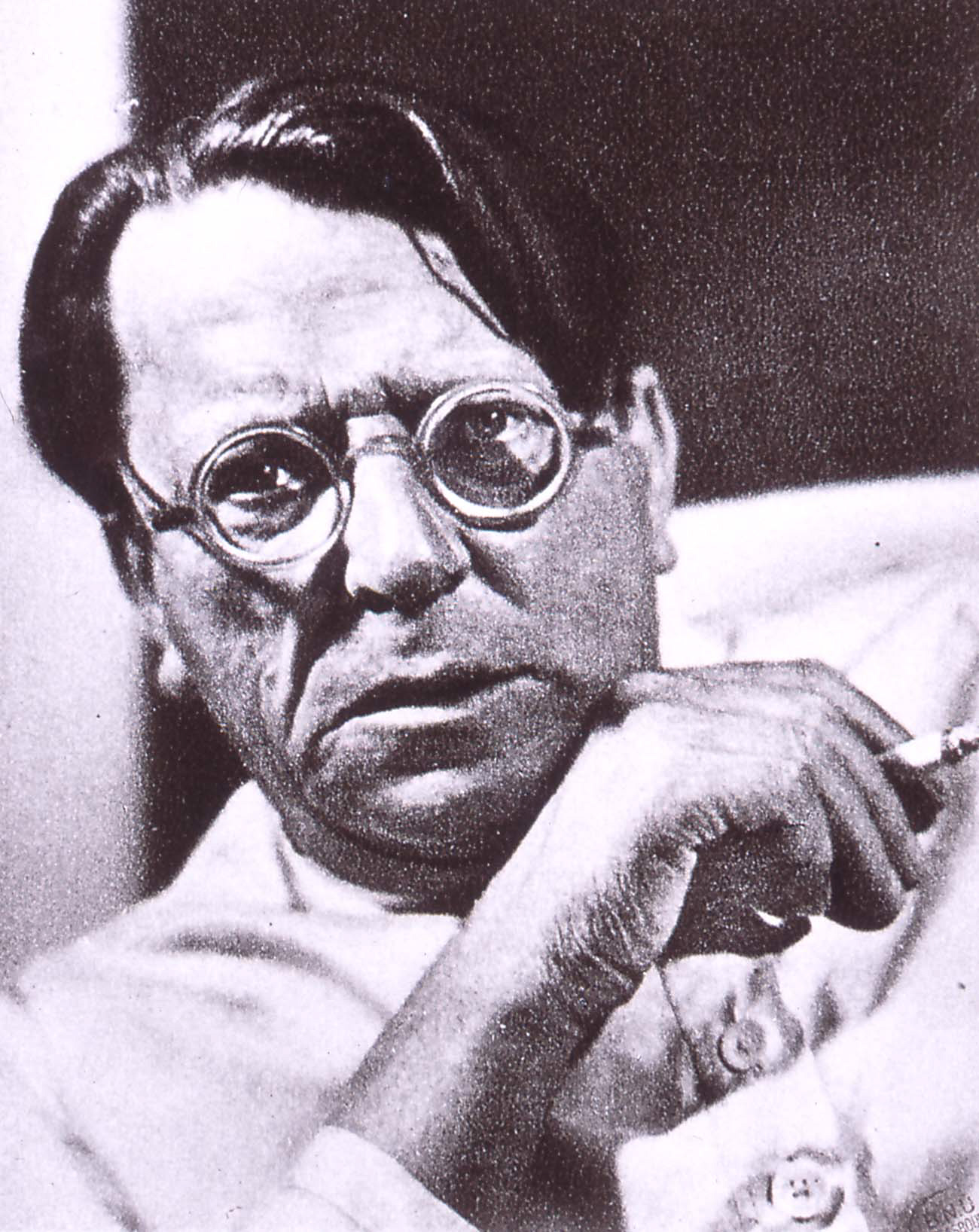
René Schickele

René Schickele (* 4. August 1883 in Oberehnheim im Elsass, Deutsches Reich; † 31. Januar 1940 in Vence, Alpes-Maritimes) war ein deutsch-französischer Schriftsteller, Essayist, Übersetzer und Pazifist.

## Leben
René Schickele war Sohn eines elsässischen Weingutbesitzers und Polizeibeamten, der ursprünglich aus Mutzig stammte, und einer französischen Mutter. Sein Studium der Literaturgeschichte, der Naturwissenschaften und der Philosophie betrieb er in Straßburg, München, Paris und Berlin. Dann gab er mit seinen Freunden Otto Flake und Ernst Stadler nacheinander mehrere Zeitschriften heraus und veröffentlichte mehrere Gedichtbände. Schickele wurde 1914 Herausgeber von Die Weißen Blätter, die durch ihn zu einer der wichtigsten Zeitschriften des Expressionismus wurden. Schon vor dem Ersten Weltkrieg war er auch als Journalist und Politiker aktiv. Während des Krieges publizierten in den Weißen Blättern pazifistische Autoren wie Johannes R. Becher, Leonhard Frank, Walter Hasenclever und Heinrich Mann. Das Organ unterstützte locker den Bund Neues Vaterland. Gemeinsam mit Helene Stöcker, Magnus Hirschfeld und anderen Aktivisten setzte er sich Ende 1918 für die Errichtung einer demokratisch-sozialistischen Republik ein, aber auch gegen einen Frieden, der den Vorstellungen Woodrow Wilsons widersprach und dem Deutschen Reich Gebiete wie Elsass-Lothringen ohne Volksbefragung abnehmen wollte.
Aus der Beziehung mit der Ärztin und Sozialistin Minna Flake ging 1917 die gemeinsame Tochter Renate Miriam Flake hervor.
Schickele besuchte ab 1918 oft  Henry van de Velde in Uttwil und lebte kurze Zeit mit seiner Familie in Nachbarschaft zu van de Velde.
Nach dem Ersten Weltkrieg zog Schickele nach Badenweiler und engagierte sich leidenschaftlich für die Verständigung zwischen Deutschland und Frankreich. Dies geschah unter anderem im Rahmen seines Wirkens in der Sektion Dichtkunst der Preußischen Akademie der Künste. In Badenweiler verbanden ihn Freundschaften mit der Schriftstellerin Annette Kolb und dem Maler Emil Bizer.
Schon im Jahr 1932 ahnte er die drohende Machtergreifung durch die Nationalsozialisten und emigrierte in das südfranzösische Sanary-sur-Mer. In diesem kleinen Fischerdorf, in dem bereits Katherine Mansfield gelebt hatte, lebten auch Heinrich und Thomas Mann, Arnold Zweig, Franz Werfel, Lion Feuchtwanger, Ernst Toller, Bert Brecht und andere deutsche Literaten. Schickele starb im Januar 1940, einige Monate vor dem Westfeldzug, an Herzversagen.

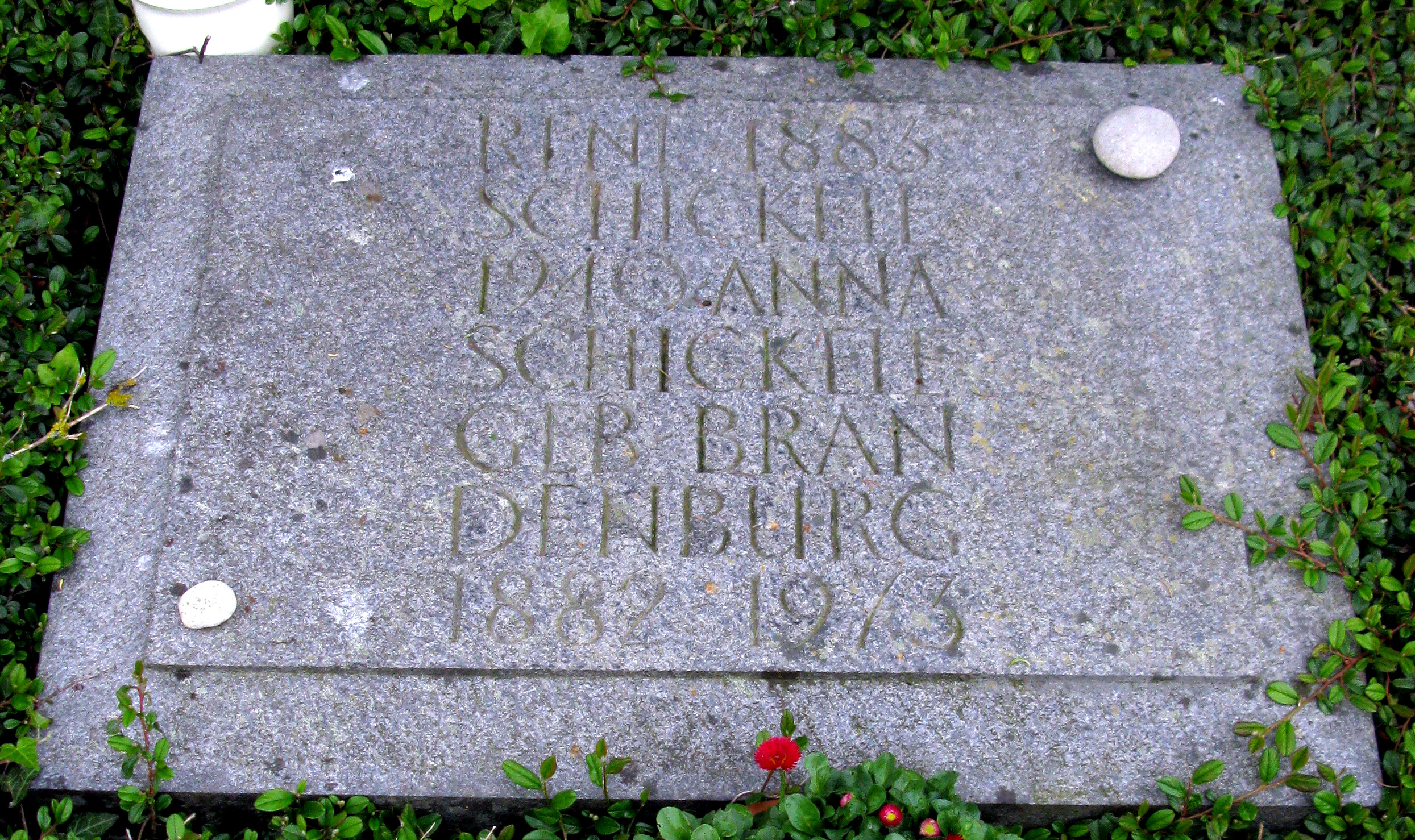
Grab von René Schickele

1956 wurden Schickeles sterbliche Überreste auf den Friedhof Badenweiler-Lipburg überführt. Man findet das Grab in der Nähe der Friedhofskapelle unter der Grabnummer 159/160. Der Ort der letzten Ruhestätte spiegelt das, wofür René Schickele gelebt hat: Vom außerhalb des Ortes hoch gelegenen Friedhof hat man einen weiten Blick über die deutsche und französische Landschaft am Oberrhein. In Lipburg befand sich im früheren Gasthof „Schwanen“ eine René-Schickele-Stube mit Erinnerungsstücken an den Dichter, der oft dort, bevorzugt im Garten, zu Gast war. Inzwischen ist der einstige Gasthof zu Wohnungen umgebaut. Über den Verbleib der Erinnerungsstücke ist nichts bekannt.
Schickele war mit Anna Brandenburg (1882–1973), der älteren Schwester des Schriftstellers Hans Brandenburg verheiratet. Der Sohn Rainer Wolfgang Schickele (1905–1989) wurde Agrarökonom und flüchtete in die USA, der Sohn Hans Schickele (1914–2001) wurde in den USA Architekt. Der amerikanische Komponist Peter Schickele war ein Enkel.

## Werk
René Schickeles Werk als Schriftsteller ist durch die Sonderstellung des Elsass im Spannungsfeld der französischen und deutschen Kultur geprägt. Er war ein hellhöriger Beobachter seiner Zeit, welcher Politik, Gesellschaft und Kultur scharf charakterisierte und kritisierte.
Seine essayistischen Texte publizierte er in seinen Büchern Schreie auf dem Boulevard (1913), Die Genfer Reise (1919) und Wir wollen nicht sterben (1922). In seinen beiden nächsten Werken Die Grenze (1932) und Himmlische Landschaft (1933) ging er von der Schönheit der Landschaft aus, die Deutsche und Franzosen verpflichte, einen gemeinsamen europäischen Weg zu gehen. Am Ort seiner Emigration verfasste er, aus seiner Enttäuschung über das Scheitern der Weimarer Republik heraus, den Roman Die Witwe Bosca. Schickeles letzte essayistische Texte Liebe und Ärgernis des D. H. Lawrence (1935) und das – als einziges in französischer Sprache verfasste – wehmütig pessimistische Buch Le Retour (1938) zeugen von seiner Enttäuschung über die misslungene Versöhnung zwischen Deutschland und Frankreich und belegen seine schmerzhafte Entscheidung für das demokratische Frankreich.
Als Schickeles bekanntestes Werk gilt die Romantrilogie Das Erbe am Rhein mit den drei Teilen Maria Capponi (1925), Blick auf die Vogesen (1927) und Der Wolf in der Hürde (1931).

## Nachwirkung
Im Geiste René Schickeles möchte die im Jahre 1968 gegründete René-Schickele-Gesellschaft (Culture et Bilinguisme d’Alsace et de Moselle) mit ihrem Einsatz für die französisch-deutsche Zweisprachigkeit, unter Einbindung des elsässischen Dialekts,  eine Brücke bilden zwischen der deutschen und französischen Kultur. Sie verleiht in Straßburg den René-Schickele-Medienpreis.
Nach ihm benannt wurde der René-Schickele-Preis, der allerdings nur einmal, im Jahr 1952, verliehen wurde.
In Badenweiler ist die René-Schickele-Schule nach ihm benannt.

## Werke (in Auswahl)
- Sommernächte. Ludolf Beust, Straßburg 1902.
- Pan. Sonnenopfer der Jugend. Joseph Singer, Straßburg 1902.
- Mon Repos. Seemann Nachfolger, Berlin, Leipzig 1905.
- Voltaire und seine Zeit. Seemann Nachfolger, Berlin, Leipzig 1905.
- Der Ritt ins Leben. Axel Juncker, Stuttgart, Berlin, Leipzig, 1906.
- Der Fremde. Morgen-Verlag, Berlin 1909.
- Weiß und Rot. Paul Cassirer, Berlin 1910.
- Meine Freundin Lo. Paul Cassirer, Berlin 1911. (Erweiterte Fassung 1931)
- Das Glück. Axel Juncker, Berlin 1913. (Neuausgabe 1919)
- Schreie auf dem Boulevard. Paul Cassirer, Berlin 1913.
- Benkal der Frauentröster. Verlag der weißen Bücher, Leipzig 1914.
- Die Leibwache. Verlag der weißen Bücher, Leipzig 1914 (Digitalisat).
- Mein Herz mein Land. Verlag der weißen Bücher, Leipzig 1915.
- Hans im Schnakenloch. Verlag der weißen Bücher, Leipzig 1915 (Uraufführung am 16. Dezember 1916 im Neuen Theater, Frankfurt a. M.)
- Die Genfer Reise. Paul Cassirer, Berlin 1919.
- Der neunte November. Erich Reiß, Berlin 1919.
- Die Mädchen. Erzählungen. Paul Cassirer, Berlin 1920.
- Wir wollen nicht sterben! Kurt Wolff, München 1922.
- Das Erbe am Rhein. Roman in 2 Bänden. Kurt Wolff, München 1925. (Späterer Titel: Maria Capponi; Band 1 von Das Erbe am Rhein)
- Symphonie für Jazz. S. Fischer, Berlin 1929.
- Blick auf die Vogesen. Berlin 1927. (Band 2 von Das Erbe am Rhein.)
- Der Wolf in der Hürde. Berlin 1931. (Band 3 von Das Erbe am Rhein.)
- Die Witwe Bosca. S. Fischer, Berlin 1933.
- Liebe und Ärgernis des D. H. Lawrence. Verlag Allert de Lange, Amsterdam 1934.
- Die Flaschenpost. Verlag Allert de Lange, Amsterdam 1937. Neuauflage: Verlag F. Stülten, Escheburg 2011, ISBN 978-3-9813133-1-4.
- Le Retour. Fayard, Paris 1938. (Dt.: Heimkehr, übers. von Ferdinand Hardekopf, Strasbourg 1939 (Edition Sebastian Brant)).
- Werke in 3 Bänden, herausgegeben von Hermann Kesten. Kiepenheuer & Witsch, Köln, Berlin 1959.
- Überwindung der Grenze. Essays zur deutsch-französischen Verständigung. Herausgegeben von Adrien Finck. Kehl 1987, ISBN 3-88571-166-4.
- (Predigt an das) Großstadtvolk, in: Menschheitsdämmerung. Ein Dokument des Expressionismus. Hg. Kurt Pinthus. Hamburg 1919 u. ö.[6]
- Abschwur[7]